# North Conway
North Conway è un census-designated place degli Stati Uniti d'America facente parte della contea di Carroll nello stato del New Hampshire.
Il suo territorio fa parte del comune di Conway.